# (487182) 2014 OR327
(487182) 2014 OR327 es un asteroide perteneciente al cinturón de asteroides, descubierto el 20 de agosto de 2009 por el equipo del Observatorio Astronómico de Mallorca desde el Observatorio Astronómico de La Sagra, Puebla de Don Fadrique (Granada), España.

## Designación y nombre
Designado provisionalmente como 2014 OR327.

## Características orbitales
2014 OR327 está situado a una distancia media del Sol de 3,019 ua, pudiendo alejarse hasta 3,367 ua y acercarse hasta 2,670 ua. Su excentricidad es 0,115 y la inclinación orbital 5,375 grados. Emplea 1916,13 días en completar una órbita alrededor del Sol.

## Características físicas
La magnitud absoluta de 2014 OR327 es 16,5.